# Ibrahim Fuseini
Ibrahim Fuseini (* 24. November 2002 in Accra) ist ein ghanaischer Leichtathlet, der sich auf den Sprint spezialisiert hat. 2024 wurde er mit der ghanaischen 4-mal-100-Meter-Staffel in Douala Afrikameister.

## Sportliche Laufbahn
Erste internationale Erfahrungen sammelte Ibrahim Fuseini im Jahr 2019, als er bei den Jugendafrikameisterschaften in Abidjan in 10,96 s den sechsten Platz im 100-Meter-Lauf belegte. 2022 begann er ein Studium an der Texas A&M University–Commerce in den Vereinigten Staaten. 2024 belegte er bei den Afrikaspielen in Accra in 20,85 s den vierten Platz im 200-Meter-Lauf und im Mai sicherte er der ghanaischen 4-mal-100-Meter-Staffel bei den World Athletics Relays auf den Bahamas einen Startplatz für die Olympischen Spiele in Paris. Anschließend siegte er bei den Afrikameisterschaften in Douala in 38,63 s gemeinsam mit Isaac Botsio, Edwin Gadayi und Abdul-Rasheed Saminu im Staffelbewerb. Im August wurde er bei den Olympischen Sommerspielen in Paris mit der Staffel im Vorlauf wegen eines Wechselfehlers disqualifiziert.

## Persönliche Bestleistungen
- 100 Meter: 10,15 s (+0,1 m/s), 9. Mai 2024 in Houston
  - 60 Meter (Halle): 6,69 s, 26. Februar 2024 in Birmingham
- 200 Meter: 20,32 s (+0,1 m/s), 9. Mai 2024 in Houston
  - 200 Meter (Halle): 20,97 s, 26. Februar 2024 in Birmingham